# Antanas Jelenskas
Antanas Jelenskas – litewski strzelec, medalista mistrzostw świata.

## Kariera
Jelenskas zdobył jeden medal mistrzostw świata. Wraz z drużyną został srebrnym medalistą podczas mistrzostw świata w 1939 roku (skład drużyny: Pranas Giedrimas, Antanas Jelenskas, Antanas Mažeika, Jonas Miliauskas, Vladas Nakutis). Indywidualnie uplasował się na 15. miejscu. Uczestniczył także na mistrzostwach świata w 1937 roku.
W 1938 roku zajął 3. miejsce w pistolecie szybkostrzelnym z 25 m podczas olimpiady narodowej.

## Wyniki

### Medale mistrzostw świata
Opracowano na podstawie materiałów źródłowych:
| Mistrzostwa  | Konkurencja                              | Wynik                           | Miejsce |
| ------------ | ---------------------------------------- | ------------------------------- | ------- |
| Lucerna 1939 | Pistolet szybkostrzelny, 25 m, drużynowo | 268 pkt. (druż.) 54 pkt. (ind.) | srebro  |